# Auxarthron conjugatum
Auxarthron conjugatum är en svampart som först beskrevs av Kuehn, och fick sitt nu gällande namn av G.F. Orr & Kuehn 1985. Auxarthron conjugatum ingår i släktet Auxarthron och familjen Onygenaceae.   Inga underarter finns listade i Catalogue of Life.